# Nowy Folwark (Września)
Pour les articles homonymes, voir Nowy Folwark.
Nowy Folwark (prononciation : [ˈnɔvɨ ˈfɔlvark], en allemand : Neuvorwerk) est un village polonais de la gmina de Września dans le powiat de Września de la voïvodie de Grande-Pologne dans le centre-ouest de la Pologne.
Il se situe à environ 4 kilomètres (km) au nord-ouest de Września (siège de la gmina et du powiat) et à 42 kilomètres à l'est de Poznań (capitale régionale de la voïvodie).

## Administration
De 1975 à 1998, le village faisait partie du territoire de la voïvodie de Poznań.

Depuis 1999, Nowy Folwark est situé dans la voïvodie de Grande-Pologne.